# Joan Baez
Joan Baez   (Staten Island, 9 de gener de 1941) nom artístic de Joan Chandos Baez es una cantant estatunidenca de música folk, coneguda com «la reina de la cançó protesta». Caracteritzada per una veu potent, aguda, pròxima a la d'una soprano, i amb un vibrato controlat per a potenciar la dramatització de les lletres de les cançons, Joan Baez és la màxima figura de la cançó protesta sorgida en els anys 1960 amb motiu de la Guerra del Vietnam. El seu repertori, no obstant això, abasta també la música tradicional, el country i el folk-rock. Baez ha actuat públicament durant més de 60 anys, publicant més de 30 àlbums. Dominant el castellà i l'anglès, també ha gravat cançons en català (Rossinyol que vas a França) i almenys cinc idiomes més.
Va començar la seva carrera discogràfica l'any 1960 i va aconseguir un èxit immediat. Els seus tres primers àlbums en solitari, Joan Baez, Joan Baez, Vol. 2 i Joan Baez in Concert, tots van aconseguir l'estat de discs d'or. Tot i que ella mateixa és compositora, Baez en general interpreta l'obra d'altres compositors, havent gravat cançons de the Allman Brothers Band, the Beatles, Jackson Browne, Leonard Cohen, Woody Guthrie, Violeta Parra, the Rolling Stones, Pete Seeger, Paul Simon, Stevie Wonder, Bob Marley, i molts altres. Va ser una de les primeres artistes importants a gravar les cançons de Bob Dylan a principis dels anys 60; Baez ja era un artista reconeguda internacionalment i va fer molt per popularitzar els primers esforços d'ell per escriure cançons. En els seus àlbums posteriors ha tingut èxit interpretant el treball de compositors més recents, com ara Ryan Adams, Josh Ritter, Steve Earle, Natalie Merchant i Joe Henry.
Les cançons aclamades de Baez inclouen Diamonds & Rust i versions de There but for Fortune de Phil Ochs i The Night They Drove Old Dixie Down de The Band. També és coneguda per Farewell, Angelina, Love Is Just a Four-Letter Word, Forever Young, Here's to You, Joe Hill, Sweet Sir Galahad i "We Shall Overcome". Baez va interpretar catorze cançons al Festival de Woodstock de 1969 i ha mostrat tota la vida un compromís amb l'activisme polític i social en els camps de la no-violència, drets civils, drets humans, i el Medi ambient. Baez va ser inclosa al Rock and Roll Hall of Fame el 7 d'abril de 2017.

## Biografia

### Infància i família
Filla d'un físic mexicà, Albert Baez, i d'una professora de literatura, Joan Chandos Baez (nascuda Bridge), cosina del físic John Baez, tenia dues germanes, Pauline Thalia Baez Bryan (1938–2016), a vegades coneguda professionalment com Pauline Marden, i Margarita Mimi Baez Fariña (1945–2001), generalment millor coneguda com Mimi Fariña. En diferents graus, ambdues dones també eren activistes polítiques i músics com la seva germana. També destaquen per haver estat casades amb altres artistes nord-americans: Pauline (breument) amb el pintor Brice Marden i Mimi amb l'autor i músic Richard Fariña, amb qui va col·laborar durant diversos anys.
La família Báez es va convertir al quaquerisme durant la infància de Joan, i ella ha continuat identificant-se amb la tradició, especialment en el seu compromís amb el pacifisme i les qüestions socials. Mentre creixia, Baez va ser sotmesa a insults i discriminació racials a causa de la seva herència mexicana. En conseqüència, es va involucrar amb una varietat de causes socials al començament de la seva carrera. Ella es va negar a tocar en qualsevol lloc d'estudiants blancs que estiguessin segregats, la qual cosa significava que quan feia una gira pels estats del sud, només tocaria a les universitats negres.
A causa del treball del seu pare amb la UNESCO, la seva família es va traslladar moltes vegades, vivint a ciutats dels Estats Units, així com a Anglaterra, França, Suïssa, Espanya, Canadà i Orient Mitjà, inclòs l'Iraq. Joan Baez es va involucrar amb una varietat de causes socials al començament de la seva carrera, inclosos els drets civils i la no violència. La justícia social, va afirmar a la sèrie de PBS American Masters, és el veritable nucli de la seva vida, «que sembla més gran que la música». Baez va passar gran part de la seva joventut formativa vivint a l'àrea de la badia de San Francisco, on es va graduar a Palo Alto High School el 1958.
A la seva adolescència, un amic seu li va regalar un ukelele, amb el qual va aprendre a tocar quatre acords i va començar a tocar R&B, la música que solia escoltar a la ràdio. No obstant això, els seus pares tenien por que la música la portés a terrenys com la drogoaddicció. Amb tretze anys, el seu oncle la va portar a un concert del músic Pete Seeger, amb la música del qual Báez es va commoure. Poc després 
va començar a practicar les cançons del seu repertori musical ia interpretar-les en directe. Una de les seves primeres aparicions públiques va ser en un retir espiritual de Saratoga (Califòrnia), amb un grup del Temple Beth Jacob, una congregació de Redwood City. Pocs anys després, el 1957, Báez va comprar la seva primera guitarra acústica.

### Escena musical de Massachusetts
El 1958, el seu pare va acceptar un treball al Massachusetts Institute of Technology i es va traslladar amb la seva família a la ciutat. Enmig d'un ressorgiment de l'escena folk, Báez va començar a tocar prop de casa seva a Boston i a Cambridge. També va tocar en clubs i va anar a la Universitat de Boston durant sis setmanes. El 1958, al Club 47 de Cambridge, va oferir el seu primer concert. Durant el disseny del pòster del seu concert, Báez va considerar la idea de canviar el seu nom pel de Rachel Sandperl, en homenatge a Ira Sandperl, o pel de Maria, sobre la base de la cançó They Call the Wind Maria. Tot i això, va optar per no fer-ho, per temor que la gent l'acusés de canviar el seu cognom per ser espanyol. Entre el públic hi havia els seus pares, la seva germana Mimi, el seu xicot i un petit grup d'amics, fins a un total de vuit clients. Després de cobrar deu dòlars, Báez va començar a fer concerts al mateix club dues vegades per setmana per 25 dòlars el concert.
Uns mesos després, Baez i dos entusiastes del folk més van fer plans per gravar un disc al celler de casa d'un amic. Els tres van cantar solos i duets i un amic de la família va dissenyar la portada de l'àlbum, que es va publicar a Veritas Records aquell mateix any com a Folksingers 'Round Harvard Square. Més tard, Baez va conèixer Bob Gibson i Odetta, que en aquell moment eren dos dels vocalistes més destacats que cantaven folk i gòspel. Baez cita Odetta com a influència principal juntament amb Marian Anderson i Pete Seeger. Gibson va convidar Baez a actuar amb ell al Newport Folk Festival de 1959, on els dos van cantar dos duets, Virgin Mary Had One Son i We Are Crossing Jordan River. L'actuació va generar elogis substancials per a la «Madonna descalça» amb la veu d'un altre món, i va ser aquesta aparició la que va portar a Báez a signar amb Vanguard Records l'any següent, tot i que Columbia Records va intentar contractar-la primer. Més tard, Baez va afirmar que sentia que li donaria més llicència artística. El sobrenom de Baez en aquell moment, "Madonna", s'ha atribuït a la seva veu clara, cabell llarg i bellesa natural, i pel seu paper com "Earth Mother".

### Primers àlbums
La seva carrera comença a Boston, on va aconseguir una gran repercussió amb la seva actuació al Newport Folk Festival de 1959. Com a resultat d'això, va gravar el seu disc de debut l'octubre de 1960, titulat només amb el seu nom, per a la companyia Vanguard Records. Compost de 13 cançons tradicionals, algunes d'elles balades infantils, les seves versions han resultat amb el temps gairebé canòniques. Va tenir un èxit moderat, però l'edició d'un segon volum de cançons el 1961 va fer recuperar per al gran públic aquell primer disc, i ambdós es van convertir en grans èxits, com també ho seria el seu tercer disc: Joan Baez in Concert (1962).
Entre 1962 i 1964, Baez va ser el rostre popular de la música folk, es va convertir en l'estrella de festivals i gires i va cantar en actes polítics, entre els quals s'inclouen la Marxa sobre Washington de 1963 pels drets civils. Durant aquest període, va començar a estudiar el treball del llavors desconegut Bob Dylan i, a poc a poc, el seu repertori es va desplaçar del material tradicional al de tipus socialment compromès, d'acord amb l'emergent generació d'artistes dels anys seixanta. El 23 de novembre de 1962, Baez va aparèixer a la portada de Time Magazine, un honor estrany llavors per a músics.

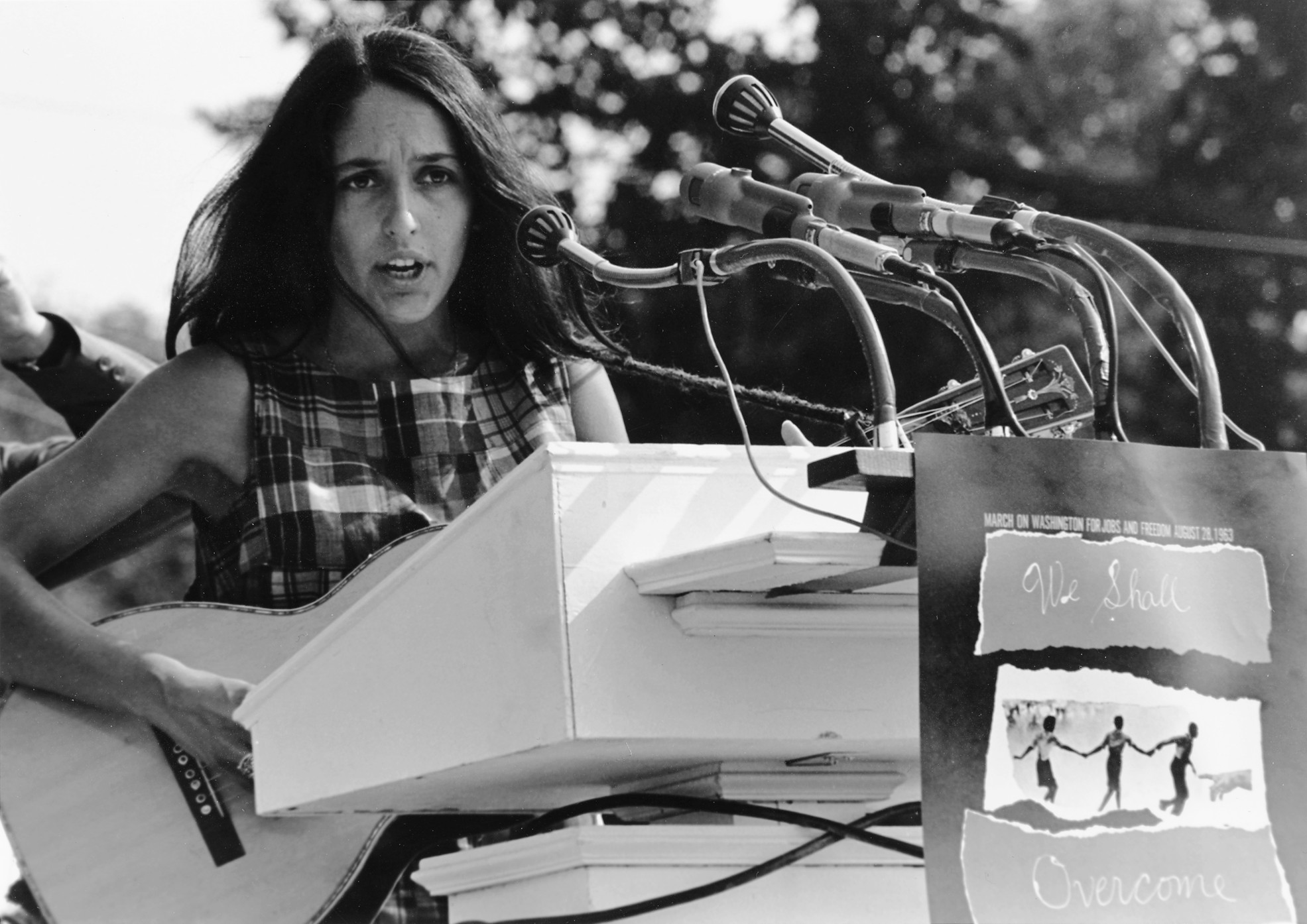
Baez tocant a la Marxa de Washington l'agost de 1963.

Va viure amb Bob Dylan entre 1963 i 1965, i junts es van guanyar el títol del «rei i la reina de la cançó protesta». Va lluitar en contra de la Guerra del Vietnam i a favor dels drets civils. Per a això va crear Humanitas, una organització internacional pro drets humans, i el 1963 va fundar a Palo Alto un institut d'estudis sobre la noviolència.
Tot i que principalment és un artista d'àlbums, diversos dels senzills de Baez han arribat a les llistes, el primer va ser la seva versió de 1965 de There but for Fortune de Phil Ochs, que es va convertir en un èxit de les llistes de nivell mitjà als EUA i es va posar entre els deu singles més venuts al Regne Unit.

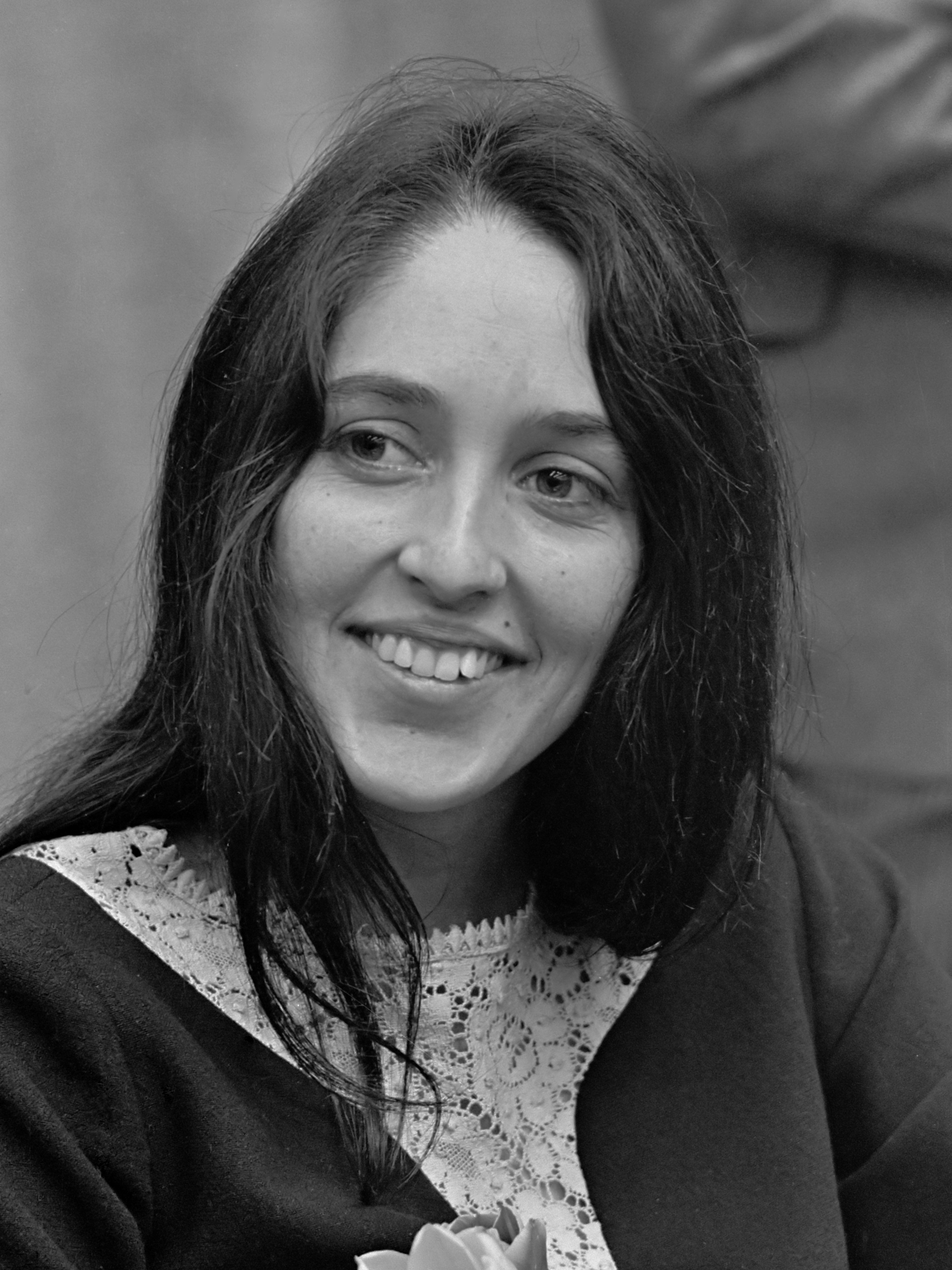
Baez el 1966.

Com altres intèrprets de folk, Baez es va veure influenciada per la visita dels Beatles als Estats Units i pel folk-rock de Dylan. A conseqüència d'això, va augmentar el seu instrumental, que fins al moment es basava únicament en la seva guitarra acústica. Va afegir altres instruments als seus enregistraments a Farewell, Angelina (1965), que inclou diverses cançons de Dylan intercalades amb temes més tradicionals, i va arribar a fer servir una orquestra sencera a Joan (1967), on presentava interpretacions de l'obra de compositors contemporanis, com John Lennon i Paul McCartney, Tim Hardin, Paul Simon i Donovan. Va continuar experimentant a la fi de la dècada del 1960, com es comprova en discos com Baptism (1968), en el qual recita poesia, i en Any Day Now (1968), un doble disc de cançons de Dylan amb ambient de country.
El març de 1968, Baez es va casar amb el líder antibel·licista David Harris, empresonat per negar-se a allistar-se a l'exèrcit. Atès que Harris era aficionat al country, Baez va tornar a aquest estil en diversos discos a partir de David's Album. També el 1968, Baez va publicar les seves primeres memòries, Daybreak (per Dial Press). L'agost de 1969, la seva aparició a Woodstock al nord de l'estat de Nova York va augmentar el seu perfil musical i polític internacional, sobretot després de l'èxit de l'estrena del documental Woodstock (1970).
A partir de finals de la dècada de 1960, Baez va començar a escriure moltes de les seves pròpies cançons, començant per Sweet Sir Galahad i A Song For David, ambdues cançons que apareixien al seu àlbum (I Live) One Day at a Time de 1970; Sweet Sir Galahad va ser escrit sobre el segon matrimoni de la seva germana Mimi, mentre que A Song For David va ser un homenatge a Harris. One Day at a Time, com David's Album, presentava un so decididament country.
L'estil vocal distintiu i l'activisme polític de Baez van tenir un impacte significatiu en la música popular nord-americana. Va ser dels primers músics a utilitzar la seva popularitat com a vehicle de protesta social, cantant i marxant pels drets humans i la pau. Pete Seeger, Odetta i l'amic de dècades Harry Belafonte van ser les seves primeres influències en defensa de la justícia social. Baez va arribar a ser considerada el "cantant/compositor interpretatiu més complert de la dècada de 1960". El seu atractiu es va estendre molt més enllà del públic de la música folk. Dels seus catorze àlbums de Vanguard, tretze van estar entre els 100 millors de la llista popular de Billboard, onze van ser entre els quaranta primers, vuit entre els vint primers i quatre entre els deu primers.

### Dècada de 1970

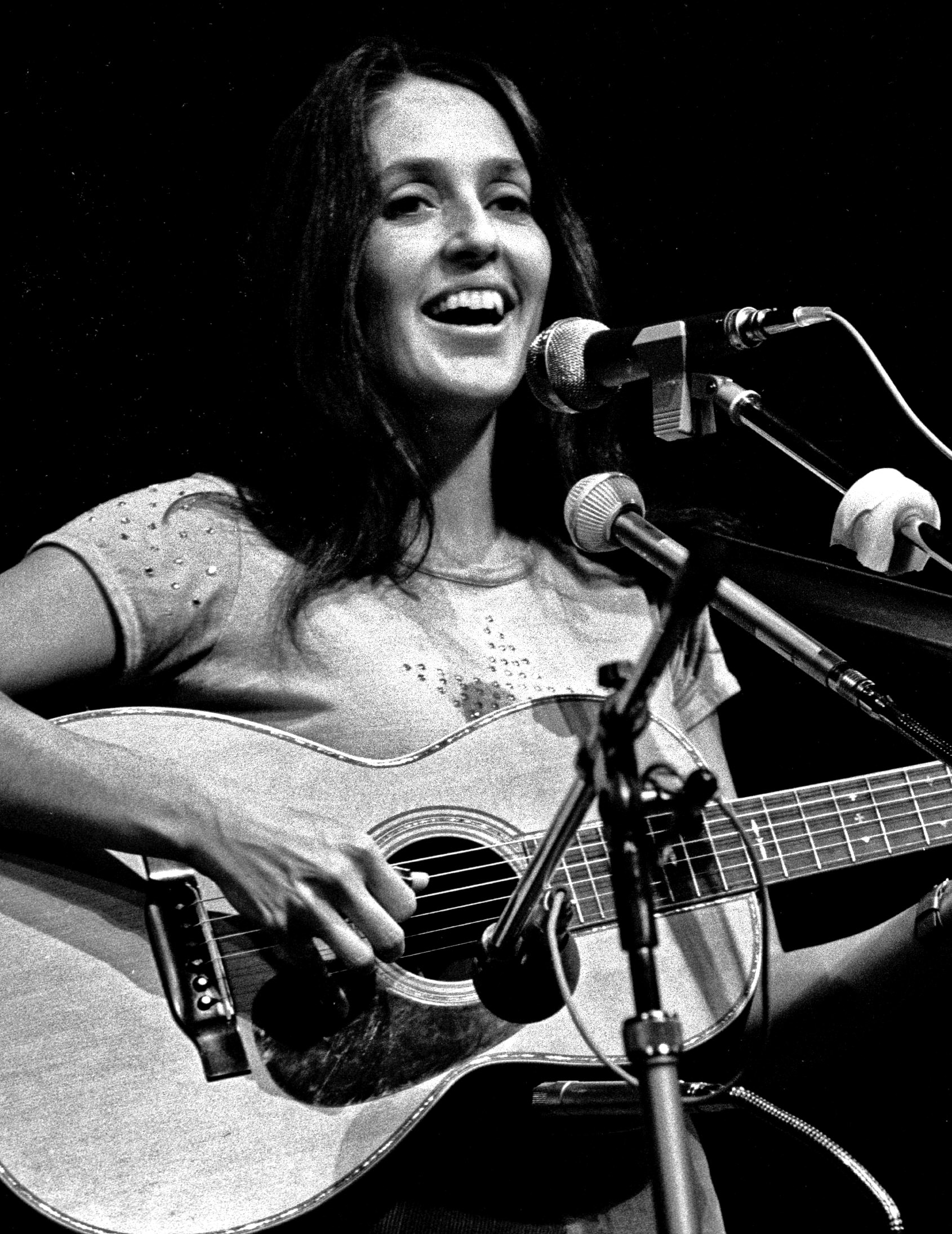
Baez tocant a Hamburg el 1973.

Després d'onze anys amb Vanguard, Baez va decidir el 1971 tallar vincles amb el segell que havia publicat els seus àlbums des del 1960. Va lliurar a Vanguard un últim èxit amb el disc d'or Blessed Are... (1971), que va incloure l'èxit The Night They Drove Old Dixie Down, la seva versió de la cançó de The Band. Amb Come from the Shadows (1972), Baez va canviar a A&M Records, on va romandre durant quatre anys i sis àlbums. Amb aquest disc es va aproximar al pop. A principis de la dècada del 1970, Baez es va centrar en el pop-rock i va començar a escriure les seves pròpies cançons, cosa que va culminar en el supervendes Diamonds & Rust (1975), al qual va seguir Gulf Winds (1976), enterament escrit per ella. Després de From Every Stage (1976), un àlbum en directe que tenia Baez interpretant cançons "de totes les etapes" de la seva carrera, Baez va tornar a separar-se d'un segell discogràfic quan es va traslladar a CBS Records per Blowin' Away (1977) i Honest Lullaby (1979).

### Dècades de 1980 i 1990
El 1980, Baez va rebre els títols honorífics de Doctora en Lletres Humanes per la Universitat d'Antioquia i la Universitat de Rutgers pel seu activisme polític i la "universalitat de la seva música". El 1983, va aparèixer als Premis Grammy, interpretant l'himne de Dylan Blowin' in the Wind, una cançó que va interpretar per primera vegada vint anys abans.

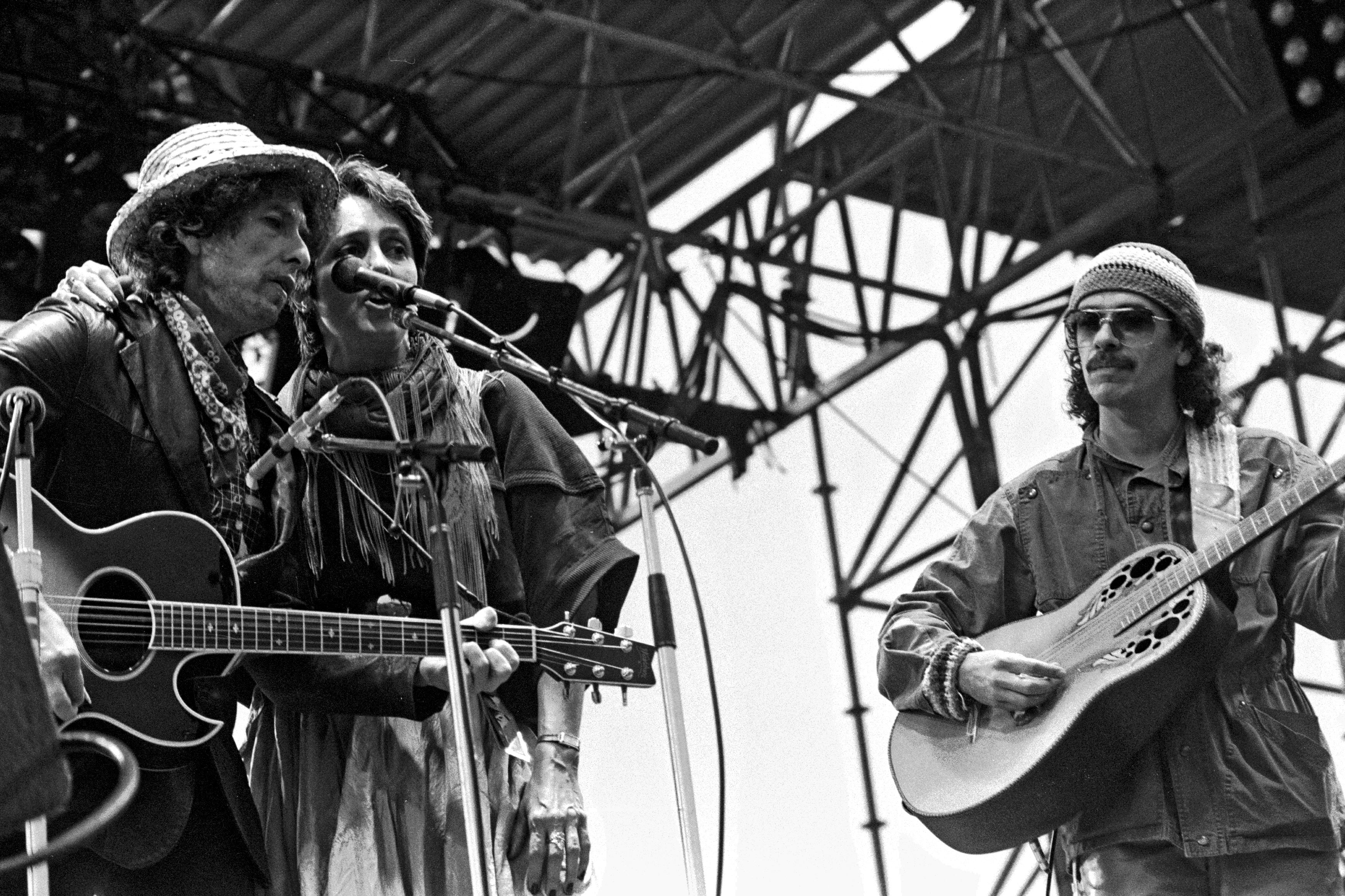
Bob Dylan, Baez i Carlos Santana, actuant el 1984

Baez també va tenir un paper important en el concert Live Aid de 1985 per alleujar la fam africana, obrint el segment dels Estats Units de l'espectacle a Filadèlfia, Pennsilvània. Ha fet gires en nom de moltes altres causes, inclosa la gira de Amnistia Internacional de 1986 A Conspiracy of Hope i va tenir un paper com convidada a la seva gira posterior Human Rights Now!.
Baez es va trobar sense un segell nord-americà per al llançament de Live Europe 83 (1984), que es va estrenar a Europa i Canadà però no comercialment als EUA. No va publicar de nou als Estats Units fins a l'àlbum Recently (1987) amb Gold Castle Records.
El 1987, la segona autobiografia de Baez, anomenada And a Voice to Sing With, es va publicar i es va convertir en un New York Times bestseller. Aquell mateix any, va viatjar a l'Orient Mitjà per visitar i cantar cançons de pau per a Israel i el palestí.
Baez va gravar dos àlbums més amb Gold Castle: Speaking of Dreams, (1989) i Brothers in Arms (1991). Després va aconseguir un contracte amb un segell important, Virgin Records, gravant Play Me Backwards (1992) per a Virgin poc abans que la companyia fos comprada per EMI. Després va canviar a Guardian, amb qui va produir un àlbum en directe, Ring Them Bells (1995), i un àlbum d'estudi, Gone from Danger (1997).
El 1993, per invitació de Refugees International i patrocinada per la Fundació Soros, va viatjar a la regió de Bòsnia i Hercegovina devastada per la guerra de l'antiga Iugoslàvia en un esforç per ajudar a cridar més l'atenció al sofriment que hi havia. Va ser la primera artista important a actuar a Sarajevo des de l'esclat de les guerres de Iugoslàvia. També el 1993, Vanguard Records va realitzar Rare, Live & Classic, un triple disc de retrospectiva.
A l'octubre d'aquell any, Baez es va convertir en el primer artista important a actuar en un concert de presentació professional a l'illa d'Alcatraz a San Francisco, Califòrnia, en un benefici per a l'organització Bread and Roses de la seva germana Mimi. Més tard hi va tornar per a un altre concert el 1996.

### Dècada de 2000
A partir del 2001, Baez va tenir diversos compromisos a llarg termini amb èxit com a personatge principal al Teatre ZinZanni de San Francisco. L'agost de 2001, Vanguard va començar a reeditar els primers 13 àlbums de Baez, que va gravar per al segell entre 1960 i 1971. Les reedicions, que es van publicar a través d'Original Master Series de Vanguard, inclouen so restaurat digitalment, cançons addicionals inèdites, obres d'art noves i originals, i nous assaigs de notes escrits per Arthur Levy. Així mateix, els seus sis àlbums d'A&M es van reeditar el 2003.

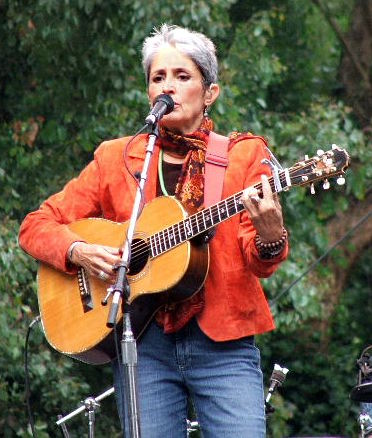
Hardly Strictly Bluegrass Festival 2005 a Golden Gate Park.

L'any 2003, Baez també va ser jutge de la tercera edició dels Independent Music Awards per donar suport a les carreres d'artistes independents. El seu àlbum, Dark Chords on a Big Guitar (2003), presenta cançons de compositors de la meitat de la seva edat, mentre que la seva actuació de novembre de 2004 al Bowery Ballroom de la ciutat de Nova York es va gravar per a un llançament en directe, Bowery Songs (2005).
L'1 d'octubre de 2005, va actuar al festival Hardly Strictly Bluegrass, a Golden Gate Park de San Francisco. El 13 de gener de 2006, Baez va actuar al funeral de Lou Rawls, on va dirigir Jesse Jackson, Sr., Wonder i altres en el cant d'Amazing Grace. El 6 de juny de 2006, Baez es va unir a Bruce Springsteen a l'escenari del seu concert a San Francisco, on tots dos van interpretar l'himne Pay Me My Money Down. El setembre de 2006, Baez va contribuir amb una versió en directe i remodelada de la seva cançó clàssica Sweet Sir Galahad a l'àlbum exclusiu d'un Starbucks XM Artist Confidential. En la nova versió, va canviar la lletra "here's to the dawn of their days" (aquí està a l'alba dels seus dies) per "here's to the dawn of her days" (aquí està a l'alba dels dies d'ella), com a homenatge a la seva difunta germana Mimi, sobre qui Baez va escriure la cançó el 1969. Més tard, el 8 d'octubre de 2006, va aparèixer com a convidada sorpresa especial a la cerimònia d'obertura de la conferència internacional Fòrum 2000 a Praga. La seva actuació es va mantenir en secret per l'antic President de la República Txeca Václav Havel fins al moment en què va aparèixer a l'escenari. Havel era una gran admirador tant de Baez com de la seva obra. Durant la propera visita de Baez a Praga, l'abril de 2007, els dos es van tornar a trobar quan va actuar al Lucerna Hall de Praga, un edifici erigit per l'avi de Havel. El 2 de desembre de 2006, va fer una aparició com a convidada al Concert de Nadal de l'Oakland Interfaith Gospel Choir al Paramount Theatre a Oakland, Califòrnia. La seva participació va incloure versions de Let Us Break Bread Together i Amazing Grace. També es va unir al cor en el final de O Holy Night.

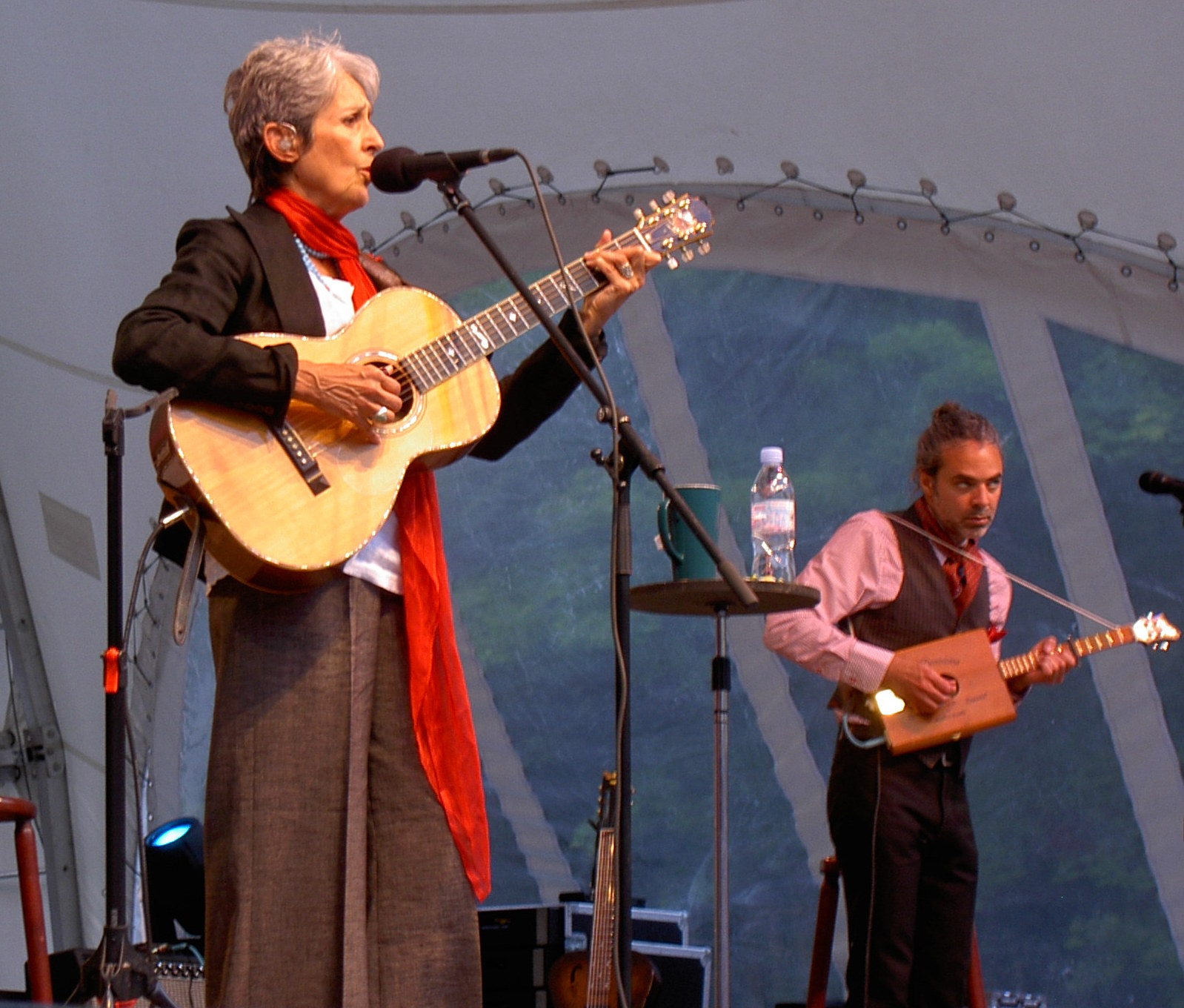
Concert de Joan Baez a Dresden, Alemanya, juliol de 2008.

El febrer de 2007, Proper Records va reeditar el seu àlbum en directe Ring Them Bells (1995), que comptava amb duets amb artistes que van des de Dar Williams i Mimi Fariña a les Indigo Girls i Mary Chapin Carpenter. La reedició inclou un llibret de 16 pàgines i sis temes en directe inèdits de les sessions de gravació originals, incloses Love Song to a Stranger, You Ain't Goin' Nowhere, Geordie, Gracias a la Vida, The Water Is Wide i Stones in the Road, portant la llista de cançons total a 21 (en dos discos). A més, Baez va gravar un duet de "Jim Crow" amb John Mellencamp que apareix al seu àlbum Freedom's Road (2007). També al febrer de 2007, va rebre el Grammy a la carrera artística. L'endemà de rebre l'honor, va aparèixer a la cerimònia dels Premis Grammy i va presentar una actuació de les Dixie Chicks.
El 9 de setembre de 2008 va publicar l'àlbum d'estudi Day After Tomorrow, produït per Steve Earle i amb tres de les seves cançons. L'àlbum va ser el primer disc de Baez en entrar a les llistes en gairebé tres dècades. El 29 de juny de 2008, Baez va actuar a l'escenari acústic del Glastonbury Festival a Glastonbury, Regne Unit, El 6 de juliol de 2008, va tocar al Montreux Jazz Festival a Montreaux, Suïssa. Durant el final del concert, va ballar espontàniament a l'escenari amb una banda de percussionistes africans.

### Dècades de 2010 i 2020
El 4 d'abril de 2017, Baez va publicar al seu perfil de Facebook la seva primera cançó nova en 27 anys, Nasty Man, una cançó protesta contra el president dels Estats Units Donald Trump, que va esdevenir viral. El 7 d'abril de 2017 va ser inclosa al Rock and Roll Hall of Fame. El 2 de març de 2018, va publicar un nou àlbum d'estudi titulat Whistle Down the Wind, que va arribar a les llistes de molts països i va ser nominat a un Grammy, i va emprendre la seva Fare Thee Well Tour per promoure l'àlbum. El 30 d'abril de 2019, Baez va dir a Rolling Stone que li havien demanat actuar al festival Woodstock 50, però havia rebutjat l'oferta perquè «era massa complicat fins i tot involucrar-s'hi» i els seus «instints» li deien «no».
El 28 de juliol de 2019, després de fer gira arreu d'Europa, Joan Baez va fer el seu darrer concert al Teatro Real de Madrid.
El 2021, es va anunciar que rebria un Kennedy Center Honor en una cerimònia que es va ajornar a causa de la pandèmia de la COVID-19.

## Implicació social i política

### Drets humans i civils
L'any 1956, Baez va escoltar per primera vegada a Martin Luther King parlar sobre la noviolència, els drets civils i el canvi social, en un discurs que la va emocionar. Diversos anys més tard, els dos es van fer amics, amb Baez participant en moltes de les manifestacions del Moviment pels Drets Civils que King va ajudar a organitzar.
L'any 1958, als 17 anys, Baez va cometre el seu primer acte de desobediència civil en negar-se a abandonar la seva aula a Palo Alto High School a Palo Alto, Califòrnia, per a un simulacre d'atac aeri.
Els primers anys de la carrera de Baez van veure que el Moviment pels drets civils als Estats Units es va convertir en un tema destacat. La seva interpretació de We Shall Overcome, l'himne dels drets civils escrit per Pete Seeger i Guy Carawan, a la Marxa a Washington per l'Ocupació i la Llibertat de 1963 la va vincular permanentment a la cançó. Baez va tornar a cantar We Shall Overcome a Sproul Plaza durant les manifestacions del Free Speech Movement de mitjans de la dècada de 1960 a la Universitat de Califòrnia, Berkeley a Berkeley, Califòrnia, i a moltes altres concentracions i protestes.
La seva gravació de la cançó Birmingham Sunday (1964), escrita pel seu cunyat, Richard Fariña, es va utilitzar a l'obertura de 4 Little Girls (1997), el documental de Spike Lee sobre les quatre joves víctimes assassinades en l'atemptat de 1963 a l'esglèsia baptista de 16th Street.
El 1965, Baez va anunciar que obriria una escola per ensenyar la protesta noviolenta. També va participar en les marxes de Selma a Montgomery de 1965 pel dret de vot.
Baez també ha estat destacat en la lluita pels drets de gais i lesbianes. El 1978, va actuar en diversos concerts benèfics per derrotar la Iniciativa Briggs, que proposava prohibir obertament a les persones gays l'ensenyament a les escoles públiques de Califòrnia. Més tard aquell mateix any, va participar en les marxes commemoratives del supervisor de la ciutat de San Francisco assassinat, Harvey Milk, que era obertament gai. La seva cançó Altar Boy and the Thief de Blowin' Away (1977) va ser escrita com a dedicatòria a la seva base de fans gais. A la dècada de 1990, va aparèixer amb el seu amic Janis Ian en un benefici per al National Gay and Lesbian Task Force, una organització de lobbying gai, i va actuar a la marxa de lesbianes, gais, bisexuals i transgèneres de San Francisco.
El desembre de 2005, Baez va aparèixer i va cantar Swing Low, Sweet Chariot a la protesta de Califòrnia a la Presó Estatal de San Quentin contra l'execució de Tookie Williams. Anteriorment havia interpretat la mateixa cançó a San Quentin a la vigília de 1992 en protesta per l'execució de Robert Alton Harris, el primer home executat a Califòrnia després de la reinstauració de la pena de mort. Posteriorment, va prestar el seu prestigi a la campanya que s'oposava a l'execució de Troy Davis per part de l'estat de Geòrgia.
El 23 de maig de 2006, Baez es va unir una vegada més a Julia "Butterfly" Hill, aquesta vegada en una "assentada d'arbres" en un arbre gegant al lloc de la South Central Farm en un barri pobre del centre de la ciutat de Los Angeles, Califòrnia. Baez i Hill van pujar-se a l'arbre, on van romandre durant la nit. Les dones, a més de molts altres activistes i famosos, protestaven pel desallotjament imminent dels pagesos de la comunitat i l'enderrocament del lloc, que és la granja urbana més gran de l'estat. Com que molts dels agricultors del centre sud són immigrants d'Amèrica Central, Baez va cantar diverses cançons del seu àlbum en castellà de 1974, Gracias a la Vida, inclosa la cançó principal i No nos Moverán.
El 25 de juny de 2009, Baez va crear una versió especial de We Shall Overcome amb unes poques línies de lletres en persa en suport de les protestes pacífiques del poble iranià. El va gravar a casa seva i va penjar el vídeo a YouTube i al seu lloc web personal. Va dedicar la cançó Joe Hill al poble de l'Iran durant el seu concert al Merrill Auditorium a Portland, Maine el 31 de juliol de 2009.
El 2016, Baez va defensar Innocence Project i Innocence Network. En cada concert, Baez informa l'audiència sobre els esforços de les organitzacions per exhonrar els condemnats injustament i reformar el sistema per prevenir aquests incidents.
El 21 de juliol de 2019, va qualificar els líders independentistes catalans empresonats com a presos polítics. Uns dies després, el 26 de juliol de 2019, va visitar l'exPresidenta del Parlament de Catalunya Carme Forcadell a la presó. El gener de 2021, fou una de les 50 personalitats que van signar el manifest «Dialogue for Catalonia», promogut per Òmnium Cultural i publicat a The Washington Post i The Guardian, a favor de l'amnistia dels presos polítics catalans i del dret d'autodeterminació en el context del procés independentista català. Els signants lamentaren la judicialització del conflicte polític català i conclogueren que aquesta via, lluny de resoldre'l, l'agreuja: «ha comportat una repressió creixent i cap solució». Alhora, feren una crida al «diàleg sense condicions» de les parts «que permeti a la ciutadania de Catalunya decidir el seu futur polític» i exigiren la fi de la repressió i l'amnistia per als represaliats.

### Guerra del Vietnam
Molt visible a les marxes pels drets civils, Baez es va fer més vocal sobre el seu desacord amb la guerra del Vietnam. El 1964, va avalar públicament la objecció fiscal retenint el seixanta per cent dels seus impostos sobre la renda de 1963. El 1964, va fundar l'Institut per a l'estudi de la noviolència (juntament amb el seu mentor Sandperl) i va encoratjar la resistència al reclutament obligatori en els seus concerts. L'Institut per a l'Estudi de la Noviolència es convertiria més tard en el Centre de Recursos per a la Noviolència.
El 1966 es va publicar l'autobiografia de Baez, Daybreak. És l'informe més detallat de la seva vida fins al 1966 i va descriure la seva posició contra la guerra, dedicant el llibre als homes que s'enfronten a la presó per resistir-se al reclutament.
Baez va ser arrestada dues vegades el 1967 per bloquejar l'entrada del Centre d'Inducció de les Forces Armades a Oakland, Califòrnia, i va passar més d'un mes a la presó.
| «                                              | (anglès) I went to jail for 11 days for disturbing the peace; I was trying to disturb the war | (català) Vaig anar a la presó durant 11 dies per pertorbar la pau; estava intentant pertorbar la guerra | » |
| — Joan Baez, 1967 entrevista a Pop Chronicles. |                                                                                               | |   |

Va ser una participant freqüent en marxes i mítings contra la guerra, incloent:
- nombroses protestes a la ciutat de Nova York organitzades pel Comitè de la Fifth Avenue Vietnam Peace Parade, començant per la Fifth Avenue Peace Parade de març de 1966;[64]
- una conversa amb el seu marit David Harris a la UCLA el 1968 discutint la resistència al reclutament durant la guerra del Vietnam.[65]
- un concert gratuït de 1967 al Monument a Washington a Washington, DC, al qual s'havien oposat les Daughters of the American Revolution, que va atreure una multitud de 30.000 persones per escoltar el seu missatge contra la guerra;[66]
- les protestes Moratorium to End the War in Vietnam (moratòria per acabar la guerra a Vietnam) de 1969.

N'hi va haver molts d'altres, que van culminar amb la celebració de The War Is Over de Phil Ochs a la ciutat de Nova York el maig de 1975.
Durant la temporada de Nadal de 1972, Baez es va unir a una delegació de pau que viatjava a Vietnam del Nord, tant per abordar els drets humans a la regió com per lliurar el correu de Nadal als presoners de guerra nord-americans. Durant el seu temps allà, va ser atrapada en l'Atemptat de Nadal de l'exèrcit nord-americà a Hanoi, Vietnam del Nord, durant el qual la ciutat va ser bombardejada durant onze dies consecutius.
Va ser crítica amb el govern del Vietnam i va organitzar la publicació el 30 de maig de 1979 d'un anunci de pàgina sencera (publicat als quatre diaris principals dels Estats Units) en què es descriu que el govern ha creat un malson. La seva antiga aliada contra la guerra, Jane Fonda, es va negar a unir-se a les crítiques de Baez a Hanoi, donant lloc al que es va descriure públicament com una enemistat entre totes dues.

### Guerra d'Iraq
A principis de 2003, Baez va actuar en dues manifestacions de milions de milers de persones a San Francisco per protestar contra la invasió de l'Iraq.
L'agost de 2003, Emmylou Harris i Steve Earle la van convidar a unir-se a ells a Londres, Anglaterra, al Concert per a un món lliure de mines.
A l'estiu del 2004, Baez es va unir a la "Slacker uprising Tour" de Michael Moore als campus universitaris nord-americans, animant els joves a sortir i votar per candidats per la pau a les següents eleccions presidencials.
L'agost de 2005, Baez va aparèixer en una protesta contra la guerra a Crawford, Texas, que havia estat iniciada per Cindy Sheehan.

### Occupy Wall Street
L'11 de novembre de 2011, Báez va tocar com a part d'un concert musical per als manifestants d'Occupy Wall Street. El seu conjunt de tres cançons va incloure Joe Hill, una versió de Salt of the Earth dels Rolling Stones i la seva pròpia composició Where's My Apple Pie?.

### Premi Joan Baez
El 18 de març de 2011, Baez va ser homenatjada per Amnistia Internacional en la seva reunió general anual del 50è aniversari a San Francisco. L'homenatge a Baez va ser l'acte inaugural del Premi Joan Baez d'Amnistia Internacional pel servei d'inspiració excepcional en la lluita mundial pels drets humans. Baez va rebre el primer premi en reconeixement de la seva tasca en matèria de drets humans amb Amnistia Internacional i més enllà, i la inspiració que ha donat als activistes d'arreu del món. En els propers anys, el premi s'ha de lliurar a un artista (música, cinema, escultura, pintura o un altre mitjà) que de manera similar hagi contribuït a promoure els drets humans.

### Altres reconeixements
Per premiar les seves dècades de dedicació a l'activisme, Baez va ser honrada amb el premi Spirit of Americana/Free Speech als Americana Music Honors & Awards de 2008.
L'Acadèmia Americana d'Arts i Ciències la va escollir com a companya el 2020.

## Discografia
- Folksingers 'Round Harvard Square (1959)
- Joan Baez (1960)
- Joan Baez, Vol. 2 (1961)
- Joan Baez in Concert (1962)
- Joan Baez in Concert, Part 2 (1963)
- Joan Baez/5 (1964)
- Farewell, Angelina (1965)
- Noël (1966)
- Joan (1967)
- Baptism: A Journey Through Our Time (1968)
- Any Day Now (1968)
- David's Album (1969)
- (I Live) One Day at a Time (1970)
- Sacco & Vanzetti (1971)
- Carry It On (1971)
- Blessed Are... (1971)
- Come from the Shadows (1972)
- Where Are You Now, My Son? (1973)
- Gracias a la Vida (1974)
- Diamonds & Rust (1975)
- Gulf Winds (1976)
- Blowin' Away (1977)
- Honest Lullaby (1979)
- Recently (1987)
- Diamonds & Rust in the Bullring (1988)
- Speaking of Dreams (1989)
- Play Me Backwards (1992)
- Gone from Danger (1997)
- Dark Chords on a Big Guitar (2003)
- Day After Tomorrow (2008)
- Whistle Down the Wind (2018)

## Cinematografia
Les seves actuacions en grans festivals van ser enregistrades a Woodstock, Newport o Monterrey.
Va ser la intèrpret de Rejoice in the Sun, cançó escrita per Diane Lampert i Peter Schickele el 1972 per a la pel·lícula Silent Running (Naus silencioses), en la que les extincions masives de plantes i animals han eliminat toda la biodiversitat del planeta Terra i els darrers boscs i fauna supervivents han sigut preservats en "biocúpules" enviades a l'espai exterior.
També va participar en la sèrie Fame cantant en viu Blowin' in the Wind i, amb la mateixa cançó va formar part de la banda de so de la famosa pel·lícula Forrest Gump amb Tom Hanks. Va participar en diverses ocasions a The Muppet Show.
Cap a 2009 es va estrenar al Festival de Cinema de Toronto, Canadá, un documental sobre la seva vida titulat How Sweet The Sound.

## Guardons
Nominacions
- 2019: Grammy al millor àlbum de folk